# كيم جي سونغ
كيم جي سونغ مواليد 07 نوفمبر 1924 في شبه الجزيرة الكورية - الوفاة 12 نوفمبر 1982 في سول، هو لاعب كرة قدم كوري جنوبي سابق كان يلعب مركز الوسط. سبق له أن لعب في كأس العالم لكرة القدم مع منتخب بلاده في مونديال عام 1954.

## روابط خارجية
- كيم جي سونغ على موقع الاتحاد الدولي (مؤرشف)  (الإنجليزية)
- كيم جي سونغ على موقع قاعدة بيانات كرة القدم.إي يو (الإنجليزية)
- كيم جي سونغ على موقع ناشيونال فوتبول تيمز (الإنجليزية)
- كيم جي سونغ على موقع Soccerway.com (الإنجليزية)
- كيم جي سونغ على موقع عالم كرة القدم.نت (الإنجليزية)